# 1966年のバレーボール
1966年のバレーボール（1966ねんのバレーボール）では、1966年（昭和41年）のバレーボール関連の出来事をまとめる。

## できごと
- 8月6日 - 世界選手権代表選考会でニチボー貝塚がヤシカに敗れ、公式戦連勝記録は258でストップ。
- グルッポ・スポルティーボ・パニーニが創設。
- ウラロチカ・エカテリンブルクが創設。
- チェコスロバキア・プラハにて、第6回世界選手権男子大会が開催。チェコスロバキアが3大会ぶり2回目の優勝を飾った。
- タイ・バンコクにて、第5回アジア競技大会が開催。男女とも日本が優勝を飾った。
- FIVB加盟（その11） - アメリカ領ヴァージン諸島、ガイアナ、ボリビアの3カ国。

## 国際大会
- 世界選手権
  - 男子
    - 金メダル： チェコスロバキア
    - 銀メダル： ルーマニア
    - 銅メダル： ソビエト連邦

- アジア競技大会
  - 男子
    - 金メダル： 日本
    - 銀メダル： 韓国
    - 銅メダル： イラン

  - 女子
    - 金メダル： 日本
    - 銀メダル： 韓国
    - 銅メダル： イラン

## 国内大会

### 日本
- 全日本総合選手権
  - 男子6人制
    - 決勝：中央大学 3-1 八幡製鉄

  - 女子6人制
    - 決勝：ニチボー貝塚 3-0 ヤシカ

  - 男子9人制
    - 決勝：神戸製鋼所 2-1 トヨタ自動車

  - 女子9人制
    - 決勝：電々神戸 2-0 専売山形

- 第15回全日本都市対抗
  - 男子
    - 1位：松下電器
    - 2位：旭化成
    - 3位：富士フイルム

  - 女子
    - 1位：ニチボー貝塚
    - 2位：日立武蔵
    - 3位：ヤシカ

## 誕生
- 2月10日 - 石原昭久
- 3月17日 - 石掛美知代
- 5月5日 - エリック・サトウ
- 5月20日 - 益子直美
- 7月30日 - ロバート・サミュエルソン
- 8月14日 - パオロ・トフォリ
- 8月23日 - マルコ・ブラッチ
- 8月24日 - 中西千枝子
- 10月1日 - 篠原孝子
- 12月11日 - 椿本真恵
- 12月18日 - 江角マキコ